# Далайский сельсовет
Далайский сельсовет — сельское поселение в Иланском районе Красноярского края.
Административный центр — село Далай.

## Население
| 2010 | 2012 | 2013 | 2014 | 2015 | 2016 | 2017 |
| ---- | ---- | ---- | ---- | ---- | ---- | ---- |
| 826  | ↘812 | ↘798 | ↘796 | ↘784 | ↗798 | ↗799 |

## Состав сельского поселения
В состав сельского поселения входят 5 населённых пунктов:
| № | Населённый пункт | Тип населённого пункта       | Население |
| - | ---------------- | ---------------------------- | --------- |
| 1 | Далай            | село, административный центр | 476       |
| 2 | Далай-Отрез      | деревня                      | 88        |
| 3 | Курыш-Поповичи   | деревня                      | 78        |
| 4 | Тёплые Ключи     | посёлок                      | 23        |
| 5 | Черниговка       | деревня                      | 161       |

## Местное самоуправление
Далайский сельский Совет депутатов
Дата избрания: 04.12.2011. Срок полномочий: 5 лет. Количество депутатов: 8
Глава муниципального образования
- Лахмоткин Виктор Викторович. Дата избрания: 04.12.2011. Срок полномочий: 5 лет